# Krim (gora)
Krim je 1107 metrov visoka gora na južnem obrobju Ljubljanskega barja, najvišja v Krimskem hribovju (imenovanem tudi krimsko-mokriško, še po drugem najvišjem vrhu, Mokrecu). Zaradi svojega položaja in oblike je ena najbolj prepoznavnih gora v okolici Ljubljanske kotline, ki jo vsako leto obišče na tisoče planincev in izletnikov. Sredi sedemdesetih let dvajsetega stoletja je jugoslovanska vojska vrh zaprla in na njem postavila radijski center, zaradi česar je bil dalj časa zaprt za javnost. Od leta 1991 je vrh ponovno odprt za obiskovalce, na njem pa se nahaja tudi planinska koča.
V zimskih dneh, ko v Ljubljanski kotlini več tednov prevladuje megla in nizka oblačnost, je izlet na Krim najbližja točka nad tisoč metri, koder lahko poiščemo sonce. Dobil je tudi vzdevek ljubljanski vremenski prerok, saj naj bi oblak ali t. i. »kapa« okrog vrha napovedovala manj ugodno vreme za okoliške kraje. Z vrha se ponuja lep razgled na Ljubljansko barje, Karavanke, Kamniško-Savinjske Alpe in tudi na del Julijskih Alp.  
Po Krimu se imenuje najuspešnejši slovenski ženski rokometni klub, Rokometni klub Krim.

## Zgodovina
Čeprav gora izrazito izstopa na jugu Ljubljanskega barja, skozi starejšo zgodovino ni imela pomembne vloge. Leta 1817 so geodeti na njem postavili trigonometrično točko I. reda s številko 172, ki so jo uporabljali za koordinatno izhodišče pri katastrski izmeri Dežele Kranjske, Primorja in Istre. Izmera je trajala med letoma 1817 in 1828, o dogodku priča bronasta spominska plošča na zidu planinske koče. Med drugo svetovno vojno so se na Krimu in njegovi okolici zaradi težko dostopnega terena in obsežnih gozdov zadrževale številne partizanske enote. Leta 1942 je bila tako pod Krimom v bližini Iškega vintgarja postavljena partizanska bolnišnica Krvavice.
Z razvojem radijske tehnike je Krim zaradi svoje dominantne lokacije postajal vedno bolj zanimiv. Leta 1971 so začeli na njem graditi RTV oddajnik z namenom, da bi s televizijskim signalom pokrili območja, kamor radijski signali oddajnikov Krvavec in Ljubljanski grad niso segli. Za lokacijo se je začela zanimati tudi jugoslovanska vojska, ki je sočasno z RTV oddajnikom začela graditi svoje objekte. Od takrat naprej je bil vrh Krima zaprt za javnost, planinci in pohodniki so se lahko povzpeli le do t. i. malega Krima. V času vojaške zasedbe vrha je na njem delovala pomembna radijska točka JLA, ki je z radijskimi in radio-relejnimi zvezami pokrivala večji del Slovenije in vzdrževala zvezo z ostalimi podobnimi točkami po Sloveniji in Jugoslaviji. Glede na zunanje ostanke objektov je moč sklepati, da je šlo za podoben vojaški objekt, kakršnega danes lahko vidimo na Guslici v pogorju Risnjaka in Petrovi gori na Hrvaškem. Leta 1991, med osamosvojitveno vojno, je teritorialna obramba poizkušala posadko objekta prisiliti k vdaji, vendar se ji to ni posrečilo. Objekt je v rokah JLA ostal do oktobra 1991, ko se je iz Slovenije umaknila celotna armada. Po letu 1991 je vrh ponovno postal dostopen za javnost, danes objekte uporablja Slovenska vojska ob njih pa stoji planinska koča, ki jo vsako leto obišče več kot tisoč planincev in pohodnikov.
V šestdesetih letih dvajsetega stoletja so se pojavile pobude za gradnjo žičnice na vrh Krima, a do izvedbe nikoli ni prišlo.

## Dostopi
Na Krim vodi več dobro označenih pohodniških poti, spodaj je naštetih le nekaj najbolj znanih.
- Mesnice – Krim (po cesti, lahka pot)
- Jezero – Krim (lahka pot)
- Dom v Iškem Vintgarju – Krim (strma pot)
- Rakitna - Krim (lahka pot)
- Preserje – Krim (lahka pot)
- Strahomer – Krim (lahka pot)
- Jezero – Krim (lahka pot)
- Iška – Krim (lahka pot)
- Tomišelj – Krim (lahka pot)
- Vrbljene – Krim (lahka pot)
- Lovska koča Plahanov laz – Krim (lahka pot)
- Dolenja Brezovica – Krim (lahka pot)